# Bagel de Montréal
Le bagel de Montréal, ou bagel montréalais (parfois beigel ; en yiddish : בײגל beygl), est une variété distinctive de bagel fait à la main et cuit au feu de bois. 

## Mode de production
Contrairement au bagel new-yorkais, qui contient aussi du levain, le bagel de Montréal est plus petit, plus mince, plus sucré et plus dense, avec un trou plus large, et il est toujours cuit au four à bois. Il contient du malt, des œufs et pas de sel, et il est bouilli dans de l'eau sucrée au miel avant d'être cuit.
Dans certains établissements montréalais, les bagels sont encore fabriqués à la main et cuits à la vue des clients. Il existe deux variétés prédominantes : à graines noires (graines de pavot) ou à graines blanches (graines de sésame).

## Histoire
Le bagel de Montréal, comme le bagel new-yorkais de forme similaire, a été introduit en Amérique du Nord par des immigrants juifs de Pologne et d'autres pays d'Europe de l'Est ; les différences de texture et de goût reflètent le style de la région particulière de Pologne dans laquelle les boulangers immigrants ont appris leur métier. Une controverse mineure entoure la question de savoir qui a introduit le bagel à Montréal. Ils auraient été (apparemment) cuits pour la première fois à Montréal par Chaim (Hyman) Seligman, comme le vérifie l'historien montréalais Joe King, un historien de la communauté juive de Montréal. Seligman a d'abord travaillé dans la communauté du quartier de Lachine, puis a déménagé sa boulangerie dans la ruelle voisine du Schwartz's Delicatessen, sur le boulevard Saint-Laurent, au centre de Montréal. Seligman enfilait ses bagels par douzaines et patrouillait le quartier juif pour vendre ses produits, d'abord avec une charrette, puis avec un cheval et un chariot et, plus tard, avec un taxi reconverti. Seligman s'est associé à Myer Lewkowicz et à Jack Shlafman, mais s'est brouillé avec les deux. Seligman et Lewkowicz ont fondé le St. Viateur Bagel Shop en 1957 et Shlafman a créé Fairmount Bagel en 1919, qui existent encore tous les deux à l'heure actuelle.

## Dans la culture
Le 4 août 2022, le Musée du Montréal juif présente l'événement « A Tale of Two Bagels : Un goût du meilleur de Montréal et de New York ».